# یک زن شاد
یک زن شاد (کره‌ای: 행복한 여자) یک مجموعهٔ تلویزیونی کره جنوبی سال ۲۰۰۷ با بازی یون جونگ هی، جونگ گیو وون و کیم سوک هون است. این مجموعه از ۶ ژانویه تا ۲۱ ژوئیه ۲۰۰۷، روزهای شنبه و یکشنبه ساعت ۱۹:۵۵ (کی‌اس‌تی) از کی‌بی‌اس۲ برای ۵۸ قسمت پخش شد.

## جوایز و نامزدی‌ها
جوایز درامای کی‌بی‌اس ۲۰۰۷: جایزه بهترین بازیگر زن در یک سریال درام - یون جونگ هی